# Juan Morán Bayo
Juan Morán Bayo (Medina de las Torres, 14 de noviembre de 1872-ibídem, 27 de agosto de 1939) fue un físico, catedrático de universidad y político socialista español.

## Biografía
Licenciado en Ciencias Físico-Químicas por la Universidad de Madrid, fue catedrático de Agricultura y Técnica Agrícola e Industrial del Instituto General y Técnico de Córdoba.
Miembro del Partido Socialista Obrero Español (PSOE), reactivó la agrupación socialista de Córdoba a partir de su llegada a la capital en noviembre de 1903. Pertenecía a la corriente más intelectual del partido y, como tal, participó en diversos congresos del mismo defendiendo una línea moderada y de colaboración con republicanos y regionalistas. Se le puede considerar como un histórico del Partido Socialista en la capital cordobesa. Fue concejal del Ayuntamiento de Córdoba entre 1912 y 1915 y en 1931 fue elegido diputado en las Cortes Constituyentes de la Segunda República por la circunscripción provincial de Córdoba. En la cámara participó activamente en la ponencia sobre la Ley de Bases para la Reforma Agraria. Fueron frecuentes sus desencuentros con el sector más obrerista del partido, encabezado en Córdoba por Juan Palomino Olalla. Desde 1933 permaneció al margen de la actividad política. Fue autor de un texto de divulgación de las distintas corrientes agraristas: Hacia la revolución agraria española. Tres agraristas españoles: Jovellanos, Fermín Caballero, Costa. Madrid, 1931.